# لی لکسیس
لی لکسیس (انگلیسی: Lea Lexis؛ زاده ۱۸ فوریهٔ ۱۹۸۸) یک بازیگر پورنوگرافی است. 